# 蒂爾特岩
蒂爾特岩（英語：Tilt Rock）是南極洲的岩石，位於亞歷山大一世島東部，海拔高度約670米，在1935年11月由美國探險隊拍攝空中照片，現時由南極條約體系管理。